# Erasing the Goblin
Erasing the Goblin è un album in studio del gruppo musicale Mortification, pubblicato nel 2006 dalla Rowe Productions.

## Tracce
1. Razorback – 3:59
2. Erasing the Goblin – 5:26
3. The Dead Shall Be Judged – 4:17
4. Escape the Blasphemous Tabernacle – 6:16
5. Your Time – 3:49
6. Forged in Stone – 4:19
7. Way Truth Life – 2:50
8. Humanitarian – 6:05
9. Short Circuit – 2:55
10. Dead Man Walking – 3:42

## Formazione
- Steve Rowe - voce, basso
- Michael Jelinic - chitarra
- Damien Percy - batteria